# Daharki
Daharki es una localidad de Pakistán, en la provincia de Sindh. En 2021, hubo un accidente ferroviario cerca de esta ciudad.

## Demografía
Según estimación 2010 contaba con 34,350 habitantes.